# Indigènes du Mexique
Les indigènes du Mexique (en espagnol : pueblos indígenas de México, également appelés peuples autochtones du Mexique en français) sont les habitants du Mexique qui appartiennent à l'une des communautés descendantes des cultures préhispaniques du Mexique ou parlent une langue indigène du Mexique. Ces populations forment des groupes ethniques partageant notamment l'usage d'une langue indigène ou des coutumes différentes du reste de la population mexicaine. L'État reconnaît leur existence et leur importance en se définissant comme une nation multiculturelle fondée sur ses « peuples indigènes » dans le second article de sa Constitution, et les définit ainsi : « Les communautés appartenant à un peuple indigène sont celles qui s’implantent sur un territoire, qui se reconnaissent comme une unité sociale, économique et culturelle, soumise aux mêmes autorités reconnues comme telles sur la base de leurs us et coutumes ».
La définition des indigènes est parfois restreinte aux Mexicains qui parlent une langue indigène (7,36 millions en 2020) et parfois étendue soit à ceux vivant dans un foyer indigène (11,8 millions en 2020), soit à tous les Mexicains qui se considèrent comme indigènes (environ 25 millions en 2015).
Les groupes indigènes les plus peuplés sont les Nahuas, les Mayas yucatèques, les Mayas tzeltals, les Tzotzils, les Mixtèques, les Zapotèques et les Otomis. Ils ont réussi à améliorer leurs conditions de vie et se sont facilement adaptés à la culture du commerce et de la mondialisation.
Les États mexicains où le pourcentage de population indigène est le plus élevé et dépasse un quart de la population totale sont Oaxaca, le Yucatán, le Campeche, le Quintana Roo, Hidalgo, le Chiapas, Puebla, le Guerrero, Veracruz, Morelos, le Michoacán, le Tabasco et Tlaxcala.
Au cours du XXe siècle, de nombreux intellectuels mexicains ont essayé de trouver dans l'indigénisme une base pour l'identité nationale, comme les muralistes tels que Diego Rivera, qui ont représenté les peuples indigènes du Mexique en les associant à un fort sentiment nationaliste.

## Définition
Dans le deuxième article de la constitution mexicaine, le pays est défini comme une « Nation multiculturelle fondée sur la base des peuples indigènes ».
Les Mexicains indigènes sont considérés en tant que tels sur la base des critères politiques énoncés dans le deuxième article de la constitution mexicaine : « Les communautés appartenant à un peuple indigène sont celles qui s’implantent sur un territoire, qui se reconnaissent comme une unité sociale, économique et culturelle, soumise aux mêmes autorités reconnues comme telles sur la base de leurs us et coutumes ».
Pour le recensement de la population mexicaine de 2015, la Commission nationale pour le développement des peuples indigènes (CDI) a défini que les Mexicains indigènes sont ceux parlant une langue indigène ou vivant dans un foyer indigène. Ces foyers indigènes sont décrits comme ceux où le ou la chef de famille, ou son conjoint, ou un de leurs ascendants directs (père ou mère du chef ou de son conjoint), parle une langue indigène. Cette définition inclut donc des foyers où on ne parle plus de langue indigène, par nécessité d'intégration sociale ou d'autres motifs, mais où sont préservés les traditions, les coutumes et en général les liens communautaires caractéristiques des communautés indigènes. Selon le recensement de la population mexicaine réalisé par l'Institut national de statistique et de géographie du Mexique (INEGI), en 2020, environ 6,1% de la population parlait alors une langue indigène, soit environ la moitié des personnes vivant dans un foyer indigène.
La catégorie des indigènes peut être définie de plusieurs autres manières :
- de manière plus étroite, en fonction du seul critère linguistique, en incluant uniquement les personnes parlant une des langues indigènes recensées au Mexique. Cette catégorisation est notamment utilisée par l'INEGI, en complément de la définition plus inclusive de la CDI. Les activistes de la culture de la fin du XXe siècle ont qualifié de "génocide statistique" l'utilisation de cette seule définition étroite à des fins de recensement[11],[12].
- de manière plus large, en incluant toutes les personnes qui s'identifient comme appartenant à un groupe culturel indigène, qu'elles parlent ou non la langue du groupe auquel elles s'identifient, et qu'elles appartiennent ou non à un foyer indigène tel que défini ci-dessus.

Cette variation des critères de définition de l'appartenance à un groupe indigène implique une variation des estimations du pourcentage de la population mexicaine définie comme "indigène".
Le deuxième article de la constitution reconnaît aux peuples indigènes du Mexique le droit de libre détermination. Selon cet article, les peuples indigènes se voient accorder entre autres :
- le droit de décider des formes internes d'organisation sociale, économique, politique et culturelle;
- le droit d'appliquer leurs propres systèmes normatifs de réglementation tant que les droits de l'homme et l'égalité des sexes sont respectés;
- le droit de préserver et d'enrichir leurs langues et leurs cultures;
- le droit d'élire des représentants devant le conseil municipal de leur territoire;

En outre, la loi sur les droits linguistiques des langues indigènes reconnaît les langues indigènes en tant que "langues nationales" ayant la même validité que l'espagnol dans tous les territoires où elles sont parlées. La reconnaissance des langues indigènes et la protection de leurs cultures sont accordées non seulement aux groupes ethniques indigènes du territoire mexicain moderne, mais également aux autres groupes indigènes nord-américains ayant émigré des États-Unis au Mexique au XIXe siècle et ceux qui ont immigré du Guatemala dans les années 1980.

## Démographie
Selon la Commission nationale pour le développement des peuples indigènes (CDI), 25 694 928 Mexicains ont déclaré se considérer indigènes en 2015 « selon leurs traditions et leurs coutumes », ce qui représente 21,5% de la population du Mexique. Il s'agit d'une augmentation importante par rapport aux recensements précédents : en 2000, seulement 5 millions de Mexicains se sont déclarés indigènes et en 2010 environ 15 millions (soit environ 15% de la population mexicaine recensée cette année-là). Cette augmentation de la population indigène du Mexique, au cours des dernières décennies, à la fois en chiffres absolus et en pourcentage de la population, s'explique en grande partie par une plus fréquente auto-identification en tant qu'indigène, ainsi que par le fait que les femmes indigènes ont un taux de natalité supérieur à celui de la moyenne mexicaine (2,98 chez les femmes indigènes en âge de fertilité contre 2,17 chez celles non indigènes, entre 2011 et 2013).
Les peuples indigènes sont plus susceptibles de vivre dans des zones rurales que la moyenne mexicaine (60,3% en 2020), mais beaucoup résident dans des zones urbaines ou suburbaines, en particulier dans les États du centre du Mexique, Puebla, Tlaxcala, le district fédéral et la péninsule du Yucatán. La plupart des communautés indigènes jouissent d'une certaine autonomie financière et politique en vertu de la législation "usos y costumbres" (us et coutumes), qui leur permet de régler les problèmes internes relevant du droit coutumier.
Selon l'IWGIA, la population indigène du Mexique en 2020 est estimée à 16 933 283 personnes, soit 15,1% de la population mexicaine totale.

### Population mexicaine par usage d'une langue indigène
L'INEGI, en 2020, a recensé la population mexicaine parlant une langue des 72 groupes de langues indigènes listés dans le Catalogue des langues indigènes nationales de l'Institut national des langues indigènes (INALI) de 2008.
| Langue                              | Famille de langues | Locuteurs |
| ----------------------------------- | ------------------ | --------- |
| Nahuatl                             | Uto-aztèque        | 1 651 958 |
| Maya yucatèque                      | Maya               | 774 755   |
| Tzeltal                             | Maya               | 589 144   |
| Tzotzil                             | Maya               | 550 274   |
| Mixtèque                            | Oto-mangue         | 526 593   |
| Zapotèque                           | Oto-mangue         | 490 845   |
| Otomi                               | Oto-mangue         | 298 861   |
| Totonaque                           | Totonaque-tepehua  | 256 344   |
| Ch'ol                               | Maya               | 254 715   |
| Mazatèque                           | Oto-mangue         | 237 212   |
| Huastèque                           | Maya               | 168 729   |
| Mazahua                             | Oto-mangue         | 153 797   |
| Tlapanèque                          | Oto-mangue         | 147 432   |
| chinantèque                         | Oto-mangue         | 144 394   |
| Purépecha                           |                    | 142 459   |
| Mixe                                | Mixe-zoque         | 139 760   |
| Tarahumara                          | Uto-aztèque        | 91 554    |
| Zoque                               | Mixe-zoque         | 74 018    |
| Tojolabal                           | Maya               | 66 953    |
| Chontal de Tabasco (en)             | Maya               | 60 563    |
| Huichol                             | Uto-aztèque        | 60 263    |
| Amuzgo (en)                         | Oto-mangue         | 59 884    |
| Chatino                             | Oto-mangue         | 52 076    |
| Tepehuan du sud (en)                | Uto-aztèque        | 44 386    |
| Mayo                                | Uto-aztèque        | 38 507    |
| Popoluca de la Sierra               | Mixe-zoque         | 36 113    |
| Cora                                | Uto-aztèque        | 33 226    |
| Triqui                              | Oto-mangue         | 29 545    |
| Langue indigène non spécifiée       |                    | 22 777    |
| Yaqui                               | Uto-aztèque        | 19 376    |
| Huave                               |                    | 18 827    |
| Popoloca                            | Oto-mangue         | 17 274    |
| Cuicatèque                          | Oto-mangue         | 12 961    |
| Pame                                | Oto-mangue         | 11 924    |
| Mam                                 | Maya               | 11 369    |
| Q'anjob'al                          | Maya               | 10 851    |
| Tepehuan du Nord                    | Uto-aztèque        | 9 855     |
| Tepehua (en)                        | Totonaque-tepehua  | 8 884     |
| Popoluca insuffisamment spécifié    | Oto-mangue         | 8 427     |
| Chontal de Oaxaca                   | Tequislatèque      | 5 613     |
| Sayultèque                          | Mixe-zoque         | 4 765     |
| Chuj                                | Maya               | 3 516     |
| Akateko                             | Maya               | 2 894     |
| Autres langues indigènes d'Amérique |                    | 2 453     |
| Jonaz                               | Oto-mangue         | 2 364     |
| Tlahuica                            | Oto-mangue         | 2 238     |
| Guarijio                            | Uto-aztèque        | 2 139     |
| Chontal insuffisamment spécifié     |                    | 1 704     |
| Q'eqchi'                            | Maya               | 1 599     |
| Matlatzinca                         | Oto-mangue         | 1 245     |
| Pima                                | Uto-aztèque        | 1 037     |
| Chocho                              | Oto-mangue         | 847       |
| Lacandon                            | Maya               | 771       |
| Seri                                |                    | 723       |
| K'iche'                             | Maya               | 589       |
| Kumiai (en)                         | Yumane             | 495       |
| Jakalteko                           | Maya               | 481       |
| Texistepequeño                      | Mixe-zoque         | 368       |
| Tepehuano insuffisamment spécifié   |                    | 317       |
| Paipai                              | Yumane             | 231       |
| Pápago                              | Uto-aztèque        | 203       |
| Ixcateco                            | Oto-mangue         | 195       |
| Cucapá                              | Yumane             | 176       |
| Kaqchikel                           | Maya               | 169       |
| Qato'k                              | Maya               | 126       |
| Ixil                                | Maya               | 117       |
| Teko                                | Maya               | 78        |
| Oluteco                             | Mixe-zoque         | 77        |
| Kiliwa                              | Yumane             | 76        |
| Ayapaneco                           | Mixe-zoque         | 71        |
| Kickapoo                            | Algique            | 63        |
| Awakateko                           | Maya               | 20        |
| TOTAL                               |                    | 7 238 861 |

### Population habitant dans un foyer indigène
La CDI (Commission nationale pour le développement des peuples indigènes) définit comme foyer indigène, en 2015, ceux où le ou la chef de famille, ou son conjoint, ou un de leurs ascendants directs (père ou mère du chef ou de son conjoint), parle une langue indigène. 2 858 588 foyers indigènes ont été recensés en 2020.
| Peuple par langue       | Population |
| ----------------------- | ---------- |
| Nahuatl                 | 2 886 767  |
| Maya yucatèque          | 1 646 782  |
| Mixtèque                | 819 725    |
| Zapotèque               | 813 272    |
| Tzeltal                 | 689 797    |
| Otomi                   | 667 038    |
| Tzotzil                 | 614 105    |
| Totonaque               | 438 756    |
| Mazahua                 | 360 231    |
| Mazatèque               | 358 829    |
| Ch'ol                   | 328 867    |
| Huastèque               | 255 190    |
| Purépecha               | 221 555    |
| chinantèque             | 211 760    |
| Mixe                    | 190 040    |
| Tlapanèque              | 180 327    |
| Tarahumara              | 113 129    |
| Mayo                    | 108 180    |
| Zoque                   | 104 321    |
| Tojolabal               | 74 924     |
| Chontal de Tabasco (en) | 57 792     |
| Huichol                 | 71 450     |
| Amuzgo (en)             | 75 953     |
| Chatino                 | 69 663     |
| Tepehuan du sud (en)    | 47 144     |
| Popoluca de la Sierra   | 45 628     |
| Cora                    | 37 300     |
| Triqui                  | 37 028     |
| Yaqui                   | 35 132     |
| Popoloca                | 28 783     |
| Mam                     | 27 050     |
| Huave                   | 24 222     |
| Cuicatèque              | 22 086     |
| Pame                    | 16 736     |
| Tepehua (en)            | 16 585     |
| Tepehuan du Nord        | 14 342     |
| Q'anjob'al              | 13 737     |
| Chontal de Oaxaca       | 10 848     |
| Sayultèque              | 10 462     |
| Chuj                    | 4 557      |
| Jonaz                   | 4 709      |
| Matlatzinca             | 3 893      |
| Akateko                 | 3 202      |
| Guarijio                | 2 946      |
| Tlahuica                | 2 863      |
| Q'eqchi'                | 2 138      |
| K'iche'                 | 1 388      |
| Pima                    | 1 375      |
| Texistepequeño          | 1 340      |
| Jakalteko               | 1 315      |
| Chocho                  | 1 296      |
| Seri                    | 1 263      |
| Kumiai (en)             | 1 197      |
| Lacandon                | 1 166      |
| Cucapá                  | 542        |
| Ixcateco                | 485        |
| Paipai                  | 468        |
| Qato'k                  | 456        |
| Pápago                  | 440        |
| Ixil                    | 335        |
| Kiliwa                  | 306        |
| Teko                    | 303        |
| Oluteco                 | 268        |
| Kickapoo                | 241        |
| Kaqchikel               | 207        |
| Ayapaneco               | 35         |
| Awakateko               | 31         |
| TOTAL                   | 12 025 947 |

### Population indigène par État mexicain

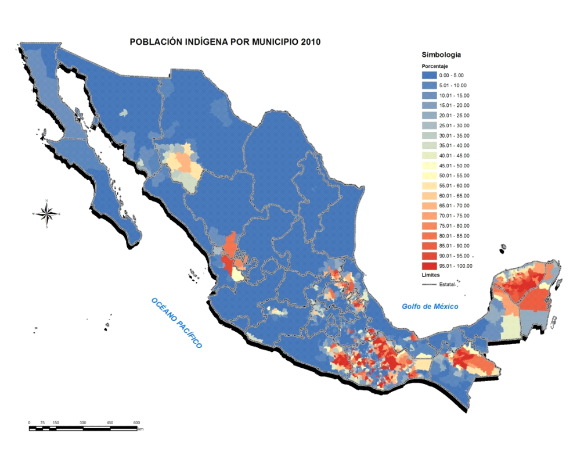
Population autochtone par municipalité au Mexique selon le CDI en 2010.

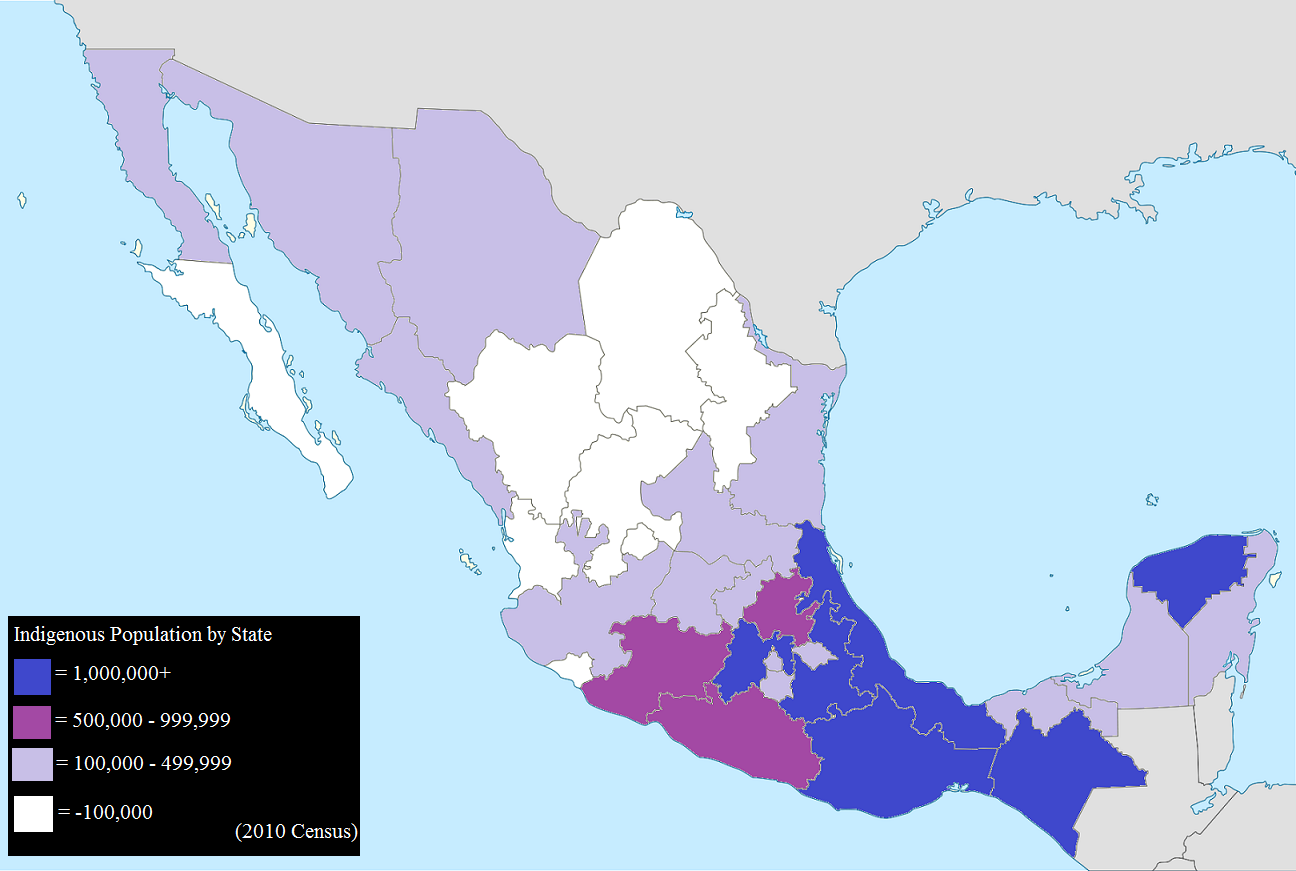
États mexicains par population indigène totale, 2010.

La majorité des peuples indigènes est concentrée dans les États du centre et du sud. Selon le CDI, les États qui comptent le plus grand pourcentage de population indigène en 2015 sont :
- Oaxaca, 65.73%
- Yucatán, 65.40%
- Campeche, 44.54%
- Quintana Roo, 44.44%
- Hidalgo, 36.21%
- Chiapas, 36.15%
- Puebla, 35.28%
- Guerrero, 33.92%
- Veracruz, 29.25%
- Morelos, 28.11%
- Michoacán, 27.69%
- Tabasco, 25.77%
- Tlaxcala, 25.24%
- San Luis Potosí, 23.20%
- Nayarit, 22.18%
- Colima, 20.43%
- Querétaro, 19.17%
- Sonora, 17.83%
- État de Mexico, 17.00%
- Basse California du sud, 14.47%
- Sinaloa, 12.83%
- Aguascalientes, 11.69%
- Chihuahua, 11.28%
- Jalisco, 11.12%
- Guanajuato, 9.13%
- Mexico, 8.80%
- Baja California, 8.54%
- Durango, 7.94%
- Zacatecas, 7.61%
- Coahuila, 6.93%
- Nuevo León, 6.88%
- Tamaulipas, 6.30%

## Personnalités notables
- La Jeune Femme d'Amajac
- Macedonia Blas Flores
- Tenoch Huerta
- Armando Manzanero
- Juan Diego Cuauhtlatoatzin
- Benito Juárez
- Victoriano Huerta
- Juan Maldonado Waswechia (es)
- José María Leyva (Cajeme) (es)
- Tomás Mejía